# FF (航空機)
FF / SF / XSBF
ゴブリン
GE.23 デルフィン
飛行するFF-1 9365号機
(VF-5B戦闘飛行隊所属、1936年撮影)
- 用途：戦闘機、偵察機
- 分類：艦上戦闘機
- 設計者：リロイ・ランドル・グラマン
- 製造者：
  - グラマン航空機エンジニアリング社（開発）
  - カナディアン自動車・ファウンドリー社
- 運用者
  -  アメリカ海軍
  -  スペイン空軍
  -  カナダ空軍
- 初飛行：1931年12月29日
- 生産数：116機[1]
- 生産開始：1932年
- 運用開始：1933年6月
- 退役：1940年
- 運用状況：退役

FF （Grumman FF ）は、アメリカ合衆国のグラマン社が開発し、1930年代にアメリカ海軍等で運用された艦上戦闘機。
非公式な愛称は「フィフィ (Fifi)」。偵察機型はSFとして採用されたが、発展型のXSBFは試作段階で競合機に敗れた。カナダでは「ゴブリン (Goblin)」、スペインでは「GE.23 デルフィン (Delfin)」と呼称された。

## 概要
社内呼称G-5として計画された艦上戦闘機。複葉複座の設計で、引き込み式主脚を備えた最初の米海軍航空機。
ほぼ同仕様で偵察装備などを搭載した機体は、G-6として計画されたのちSF偵察機として採用された。その後、社内呼称G-14として偵察爆撃機型が計画され、XSBFとして試作されたが制式採用はされなかった。

## 設計と開発
FF-1はグラマン社がアメリカ海軍のために計画した最初の航空機である。「FF」の二文字は、前の「F」は「戦闘機」を、後ろの「F」は「グラマン社」を示す記号である。
試作1号機XFF-1（社内呼称G-5、シリアル：A8878）は1931年4月22日に契約され、その年の12月29日に初飛行した。複座、密閉式コクピット、全金属製の胴体を持ち、主翼の大部分は布張りだった。主脚は手動のクランクによって胴体側面に引き込まれる形式で、グラマン社の後続のF2F、F3F、F4F、J2Fに採用されたほか、カーチス社のSBCにも同様の機構が用いられた。胴体は水密構造を持ち、着水時にはフロートの役割を果たす。その太短い胴体の設計は、機体の表面積を減らす事により空気抵抗を低減しようという意図があり、その後のグラマン戦闘機の伝統となった。
試作機は当初616馬力のライトR-1820-E サイクロン星形エンジンを装備し、314km/hの最高速度を記録したが、のちに750馬力のライトR-1820-F と交換され、当時運行されていたどの海軍戦闘機より速い323km/hの最高速度に達した。
1932年12月19日に27機の複座戦闘機FF-1の発注が行われた。一方、グラマン社では偵察機型XSF-1（社内呼称G-6、シリアル：A8940）の試作も行い、こちらもSF-1の名で33機の発注を受けた。FF-1との相違は主に内部の器材を修正と、発動機のR-1820-84への換装（FF-1の発動機はR-1820-78）である。また他にR-1830ワスプエンジンを装備したXSF-2も製作された。

## 戦歴
FF-1は1933年6月から空母「レキシントン」のVF-5B戦闘機隊に配備され、部隊では「フィフィ（Fifi）」の愛称で親しまれた。SF-1の配備は1934年3月30日に開始され、「レキシントン」の偵察機隊VS-3Bに配属された。
FF-1、SF-1どちらも1936年末には第一線から退き、予備部隊に転用された。FF-1の多くは1940年まで存在した。のちに残存した22機のFF-1に複操縦装置を付けたタイプが開発され、FF-2と名づけられて訓練任務で使われた。
カナダのカナディアン・カー・アンド・ファウンドリー社はFF-1の製造権を得て、アメリカ製の部品を組み立てたものも含めて57機を生産した。初め、カナダ空軍はあまりに時代遅れで速度も遅いとして採用を拒否したが、第二次世界大戦の勃発により、CC&F社生産バッチの最後の15機を「ゴブリン I」として採用した。本機は1940年9月17日から1942年4月21日までカナダ空軍で任務についた。配属先はオタワ・ロッククリフの第118飛行中隊A小隊であったが、のちに第118戦闘飛行中隊としてノヴァスコシア州ダートマスに移動した。この時点でこのゴブリン部隊はカナダ東海岸における唯一の戦闘機部隊だった。
カナダ空軍に採用される前に、ニカラグアと日本に各1機輸出されている。日本海軍が購入したのはカナダのCC&F社からで、1936年に1機輸入し、「グラマン複座戦闘機」（AXG1）の名で機体構造の研究などに用いた。
ほかに40機が1937年にスペイン共和国空軍に引き渡され、スペイン内戦で使用されて8機が生き残った。この機体は表向きはトルコ空軍が購入したことになっていた。

## 運用者
- カナダ: カナダ空軍
- 大日本帝国: 大日本帝国海軍、1機、AXG1
- ニカラグア
- スペイン: スペイン共和国空軍
- アメリカ合衆国: アメリカ海軍

## 各型
XFF-1
1機、シリアルA8878
FF-1
27機、シリアル9350-9376
FF-2
FF-1を 25 機改造
XSF-1
1機、シリアルA8940
SF-1
33 機、シリアル9460-9492
XSF-2
SF-1の1 機をエンジン換装
G23 ゴブリン
57 機
XSBF-1
XSF-2の構造およびエンジン換装型

## 諸元
FF-1
- 乗員：1
- 全幅：10.52 m
- 全長：7.47 m
- 全高：3.38 m
- 主翼面積：28.8 m2
- 空虚重量：1,405 kg
- 最大離陸重量：2,121 kg
- エンジン：ライト R-1820-78 サイクロン星型エンジン700馬力1基
- 最高速度：333 km/h
- 上昇限度：6,735 m
- 航続距離：1,100 km
- 上昇率：508 m/min
- 武装：7.62 mm機銃×2、100ポンド爆弾

## 現存する機体
番号は海軍航空局番号（BuNo.）。海軍機が必ず登録する機体番号である。
| 型名 | 番号 | 機体写真 | 国名     | 所有者             | 公開状況 | 状態     | 備考 |
| ---- | ---- | -------- | -------- | ------------------ | -------- | -------- | ---- |
| FF-1 | 9351 |          | アメリカ | 国立海軍航空博物館 | 公開     | 静態展示 |      |